# Атие-султан
Атие́-султа́н (тур. Atiye Sultan), также Атийе́-султа́н (тур. Atiyye Sultan; 2 января 1824, Стамбул — 11 августа 1850, там же) — дочь османского султана Махмуда II от его жены Пирюзифелек Кадын-эфенди. Атие была замужем за основателем Военного музея Ахмедом Фетхи-пашой, от которого родила двоих дочерей. Брак не был счастливым, а Ахмед Фетхи, вопреки традиции, не развёлся с первой женой.

## Биография

### Происхождение и ранние годы
Атие-султан родилась в Стамбуле в семье османского султана Махмуда II и его жены Пирюзифелек Кадын-эфенди. Турецкий историк Недждет Сакаоглу писал, что родилась Атие 11 февраля 1824 года, однако он отмечал, что в некоторых источниках, в частности в «Истории Джевдета» Ахмеда Джевдета-паши, указана другая дата — 2 января 1824 года. Османист Энтони Олдерсон и османский историк Сюрея Мехмед-бей также писали, что Атие родилась 11 февраля 1824 года, тогда как турецкий историк Чагатай Улучай называл 2 января 1824 года датой рождения султанши. Ахмед Джевдет-паша писал, что рождение Атие-султан праздновали в течение трёх дней.
У Атие-султан было больше тридцати братьев и сестёр, однако из всех них, вероятно, полнородной ей приходилась только Хатидже-султан (1825—1842).
Сакаоглу писал, что Атие была умной, эмоциональной, деликатной и талантливой. В детстве она подражала шехзаде Абдул-Меджиду, который был старше её на 10 месяцев: Атие-султан, как и брат, носила феску махмудие и одежду для мальчиков и её даже сфотографировали в этом наряде, а когда она стала старше, то вместе с Абдул-Меджидом посещала уроки военного дела в покоях сераскера. Али Рыза и Мехмед Галиб в совместной работе «Османские государственные мужи в тринадцатую эпоху хиджры» писали, что однажды Атие-султан сняла с головы феску, когда шла к воротам Сераскера с Абдул-Меджидом, где их встречал сераскер Коджа Хюсрев-паша; паша показал детям свои седые волосы и произнёс что-то вроде «С благословения султана я поднялся так ради вашего отца. Я постарел. Скажите, чтобы он не отрубал мне голову!» Когда Атие с братом вернулась во дворец, они передали слова паши своим матерям и дворцовым женщинам, а те, в свою очередь, донесли о них султану, который остался доволен верностью паши.

### Брак
Махмуд II стал подыскивать жениха дочери, как только ей исполнилось 15 лет. В это же время мать готовила приданое дочери, наполняя сундуки Атие причудливыми коронами, украшенными драгоценными камнями, поясами, украшениямм, зеркаламм, часами и прочими ценностями и утварью. Однако Махмуду не суждено было увидеть свадьбу дочери — он умер 1 июля 1839 года.
На втором году правления Абдул-Меджид I решил судьбу сестры: он выбрал ей в мужья дипломата, военного деятеля и основателя Военного музея Родосизаде Ахмеда Фетхи-пашу (1801—1854/1858), сына Родосы Хафиз Ахмеда-аги (умер в 1801) и Салихи-ханым. На момент помолвки в 1840 году Ахмеду Фетхи уже исполнилось 39 лет, он был старше Атие на 23 года, он уже был женат на обращённой в ислам православной гречанке с Родоса Айше Шемсинур-ханым и имел от неё по меньшей мере одного сына — Махмуда Джелаледдина, который позднее женился на дочери самого Абдул-Меджида Джемиле-султан. Хотя ради брака с Атие-султан по правилам династии Османов Ахмед Фетхи-паша должен был развестись с первой женой, он заявил султану, что не разведётся с Айше Шемсинур. О существовании первой жены у Ахмеда Фетхи Атие узнала уже после свадьбы.
Сакаоглу писал, что свадебные торжества длились неделю и начались 6 августа 1840 года; на празднования были приглашены иностранные посланники с супругами, пребывавшие в Стамбуле, и все они, а также их окружение получили ценные подарки. В то же время, хронист Хафыз Ахмет Лютфи в труде «Истории Лютфи» писал, что брачные торжества начались в четверг 6 июня 1840 года с заключения никяха в покоях Плаща Пророка в Топкапы, продолжились в Долмабахче и завершились свадебным шествием на шестой день; торжества сопровождались праздничной иллюминацией, пирами, выстрелами из пушек и исполнением турецкой музыки. Свадьба Атие-султан стала первой султанской свадьбой после объявления Танзимата. В пятницу, следовавшую за завершением торжеств, султан после молитвы в мечети Тевфикие посетил сестру и её супруга и отужинал с ними. Для супругов был подготовлен дворец Арнавуткёй. В дальнейшем они также проживали в пляжном дворце Куручешме, во дворце Эсмы-султан в Эюпе и кёшке (павильоне) Кягытхане.
Адиле-султан, присутствовавшая на свадьбе сестры, посвятила ей стихотворные строки, в которых отмечала, что Атие не была счастлива в браке.

### Смерть
Атие-султан умерла в Стамбуле 11 августа 1850 года на десятом году брака в возрасте 26 лет и была похоронена в мавзолее отца.

## Потомство
В браке с Ахмедом Фетхи-пашой родила двоих дочерей: Сение Ханым-султан и Фериде Ханым-султан. Сение (родилась в 1843/1847) с 1860 года была замужем за Хюсейном Хюсни-пашой (умер в феврале 1899), сыном Мустафы Нури-паши. Фериде (родилась в 1847) была замужем за Махмудом-пашой, от которого родила сына Мехмеда Саиб-бея (умер 28 ноября 1871). Оба брака были организованы кузеном Сение и Фериде султаном Абдул-Хамидом II.

## Комментарии
1. ↑  Сакаоглу указал вариант имени матери Атие Пирюзифелек (тур. Pirüzifelek)[4], Улучай — Пируз-ы Фелек (тур. Piruz-ı Felek)[2], а Олдерсон — Первыз Фелек (тур. Pervız Felek)[1]. Сюрея назвал жену Махмуда II Первизифелек, однако матерью Атие он её не указал[5].
2. ↑  Полнородной сестрой Атие Хатидже считал Энтони Олдерсон[1]. Сакаоглу и Улучай не указали Хатидже среди её детей в разделе о Пирюзифелек[8][9], однако они назвали её матерью Хатидже в разделе о самой султанше[6][7].